# زیردریایی کلاس یوشیو
سابمارین کلاس یوشیو (به انگلیسی: Yūshio-class submarine) یک کلاس از زیردریایی است که طول آن 76.0 m می‌باشد.